# Étienne Corbineau
Pour les articles homonymes, voir Corbineau.
Étienne Corbineau, architecte français, fait partie d'une famille d'architectes français : les Corbineau. On les trouve simultanément en Anjou et au comté de Laval.

## Biographie

### Origine
On trouve à Laval Étienne Corbineau, « mestre architecteur », dès le commencement du XVIIe siècle, son fils Pierre, son petit-fils Gilles, architectes aussi, et, peut-être de la même famille, Jacques Corbineau, mariée à François Le Conte, marbrier, l'un des collaborateurs des architectes de ce temps.

### Style
Les Corbineau se rattachent à l'école de Jean Bullant et comme lui, ils se plaisent à employer l'appareil en bossage, les ordres superposés, les frises ornées de triglyphes. Si Étienne Corbineau n'a pas travaillé sous la direction du maitre parisien, il a su s'assimiler les conceptions artistiques exposées et recommandées dans le livre La règle générale d'architecture des cinq manières de colonnes.

### Carrière de Marbre
La première référence concernant Étienne Corbineau est une quittance pour avoir faict, mis et posé deux bénitiers de pierre es chapelle de l'église de Sainte-Suzanne. En 1613, il exploite la carrière de marbre de Saint-Berthevin au Chastellier,
On lui attribue la reconstruction en 1615 de la maison des Grandes Écoles, sur les caves des grandes écoles pour le marchand Jean Crosnier.

### Ursulines de Laval
Étienne Corbineau se distingue lors de la construction de l'église et du couvent des Ursulines de Laval (1617-1628). En 1617, Étienne Corbineau traite avec les Ursulines, provisoirement installées au Pont-de-Mayenne, pour la construction du monastère Ce terrain leur ayant été accordé, sœur Marie de Jantillau, première supérieure, et Anne Beauvais, sœur préfète, firent de suite des marchés avec un architecte, Étienne Corbineau, pour la construction d'une église et des bâtiments nécessaires pour loger la communauté naissante, et d'autres marchés avec Jehan et Denis Crosnier, de Laval, pour la fourniture de tuffeaux de toutes dimensions et ardoises pour la construction de ces édifices, suivant qu'il leur en sera donné avis par l'architecte, de manière à n'en laisser jamais chômer pendant les constructions.
Le projet n'a pas de suite, sans doute parce que le local ne pouvait convenir à une communauté en règle. Néanmoins, Corbineau s'engage à construire l'église, la maison conventuelle et autres bâtiments, qui seront situés à La Croix-Blanche. Corbineau est chargé de la construction de l'église, des bâtiments, cloître, dortoir et réfectoire, ainsi que de la clôture des jardins. Bernard Venloo, sculpteur, eut 9 livres pour la façon d'une figure placée au grand autel et 12 livres pour avoir sculpté une statue de sainte Hélène que l'on plaça au portail de l'église.
En 1623, cet édifice était suffisamment avancé pour qu'un nouveau marché pût être conclu entre Pierre Cornillau, mandataire des Ursulines, et « Estienne et Pierre les Corbineaulx, maistres architectes ». En 1627, les Ursulines prenaient possession de leur monastère. Il s'agit de la première collaboration entre le père et le fils. Le retable disparait en 1848.

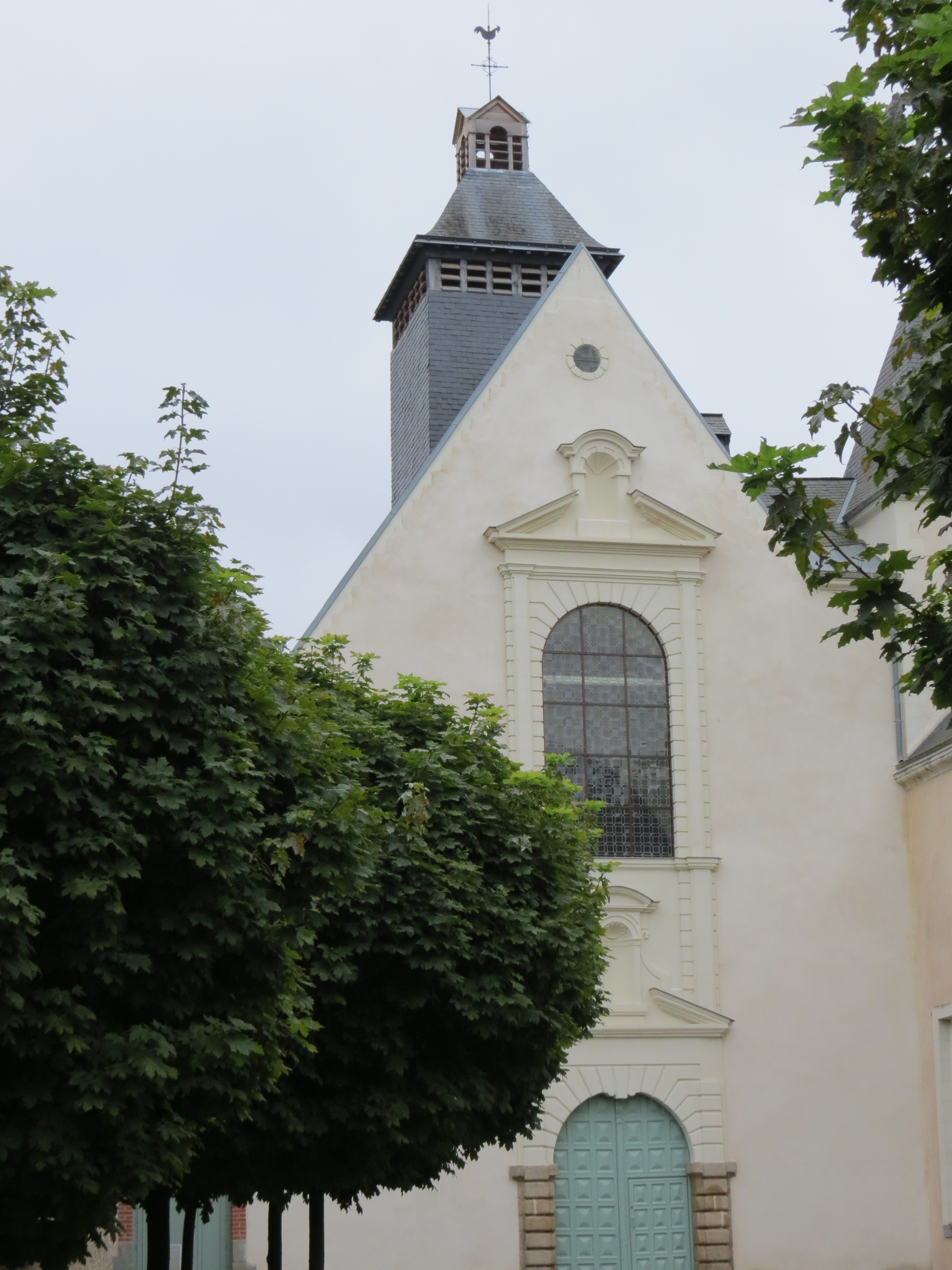
L'ancienne chapelle des Ursulines.
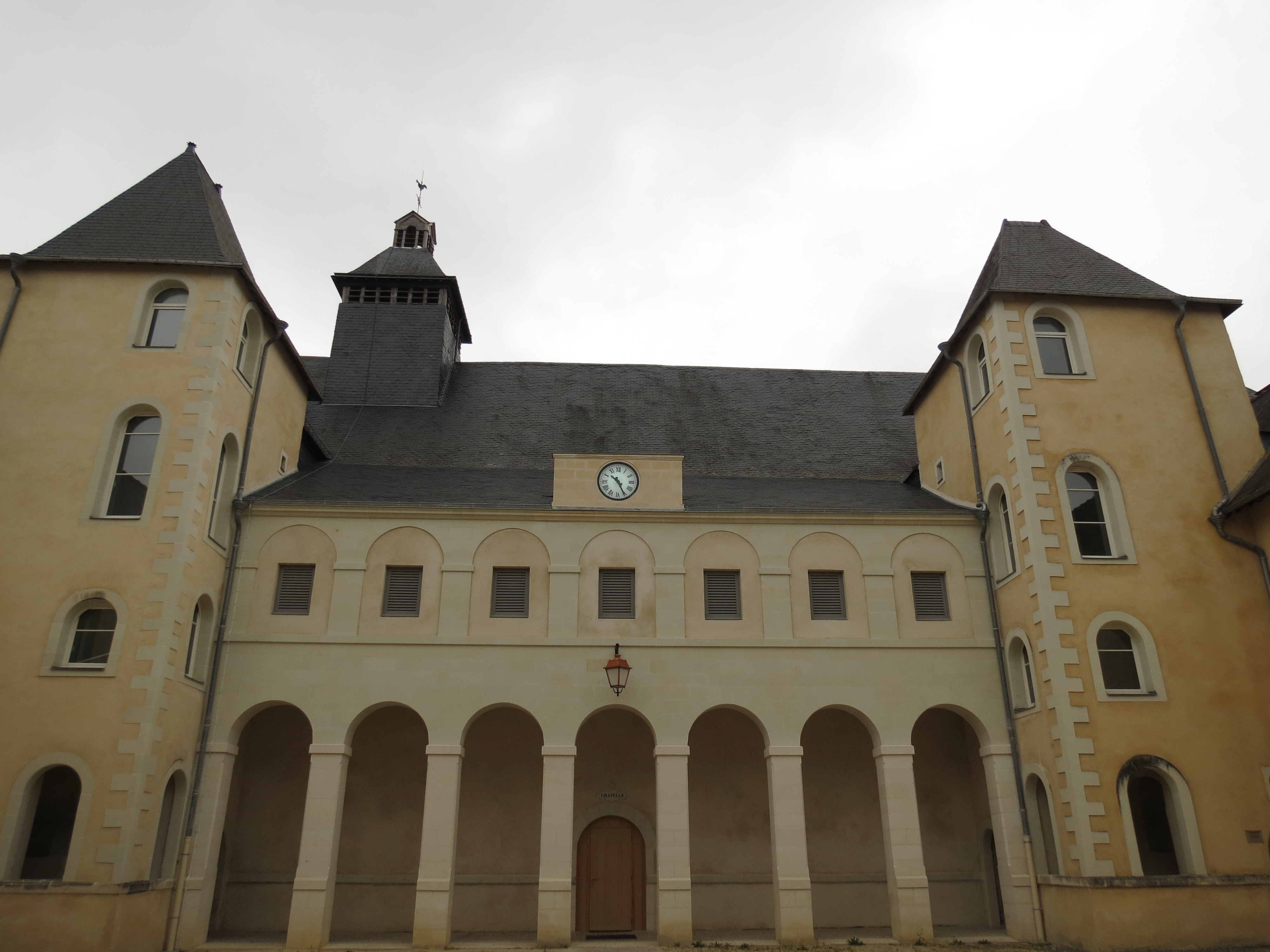
L'ancienne chapelle des Ursulines.
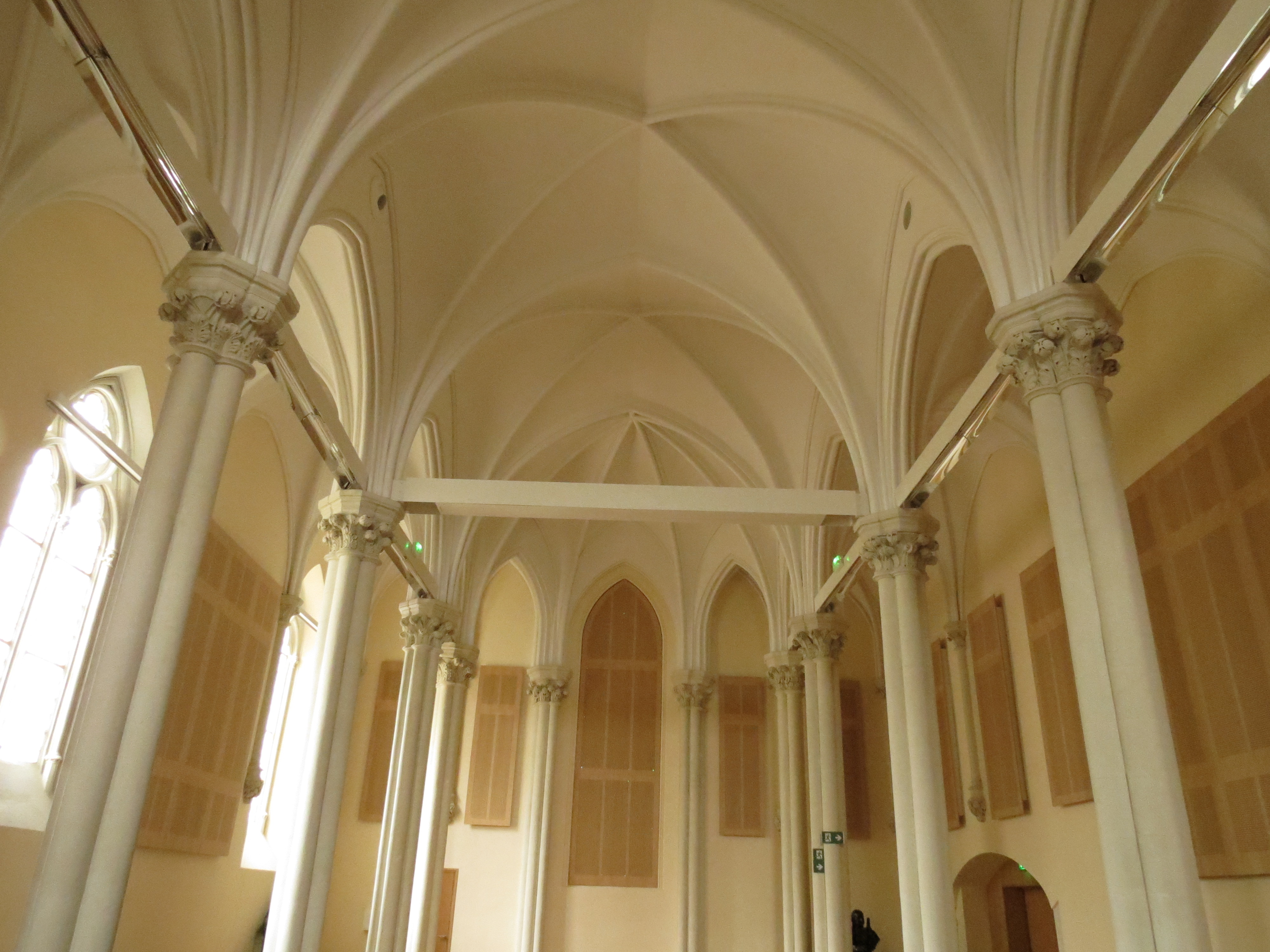
L'ancienne chapelle des Ursulines.

### Bénédictines de Laval
Le 10 juillet 1630, Étienne et Pierre Corbineau s'engagent vis-à-vis des Bénédictines de Laval à construire leur monastère, chapelle, dortoirs, réfectoire, chapitre, parloirs, etc. Le portail, avec vitrail au-dessus, sera enrichi au moins autant que celui des Ursulines. Six ans plus tard, en 1636, les Corbineau signent un marché pour le maître-autel de tuffeau et de marbre, pour la clôture du chœur supportant les grilles, également en tuffeau enrichi de marbre, pour un portail sur le Gast.

### Buron d'Azé
En 1638, le Monastère de Buron à Azé fait appel aux Corbineau. Il est donc possible que les Corbineau soit à l'origine du portail du Buron, seul vestige actuel de l'Abbaye.

### Parlement de Bretagne
L'hypothèse exprimée dans plusieurs ouvrages dont celui de J.-M Richard selon laquelle la construction du Palais du Parlement de Bretagne est alors reprise par Étienne Corbineau, entrepreneur lavallois est erronée. La signature du devis de 1627 n'est pas celle d'Étienne Corbineau, et le nom de l'architecte lavallois ne figure dans aucun des documents. Jacques Salbert indique qu'il reste possible qu'Étienne Corbineau ait participé au chantier de Rennes, mais sous les ordres de Jacques Corbineau. Étienne Corbineau s'occupe alors jusqu'en 1626 de la construction du Monastère des Ursulines de Laval.

### Décès
Étienne Corbineau décède entre 1639 et 1642, car Pierre Corbineau, son fils, apparait pour la première fois seul dans le marché de construction du Couvent des Ursulines de Château-Gontier.

## Principales réalisations
- Monastère des Ursulines de Laval
- Monastère des Bénédictines de Laval